# Oroszló
Oroszló község Baranya vármegyében, a Komlói járásban.

## Fekvése
A megyeszékhely Pécs és a szomszédos Somogy vármegye székhelye, Kaposvár között fekszik, a legközelebbi város, Sásd déli szomszédságában.
A közvetlenül határos települések: észak-északkelet felől Felsőegerszeg, északkelet felől Varga, kelet felől Liget, dél felől Bodolyabér, nyugat felől Mindszentgodisa. Délkelet felől a legközelebbi település Magyarszék, de közigazgatási területeik kevés híján nem érintkeznek.

### Megközelítése
Legfontosabb közúti megközelítési útvonala a Pécs–Kaposvár közti 66-os főút, mely a központján is áthalad. Itt ágazik ki a főútból Szentlőrinc felé a 6601-es út, utóbbiból pedig a Bakócáig vezető 66 102-es számú mellékút. Az említett városok mellett jól megközelíthető a település közúton Dombóvár és Komló felől is.
Vasútvonal nem érinti, de a nyugati határszélétől nem messze halad el a Budapest–Pécs-vasútvonal; a legközelebbi vasúti csatlakozási lehetőséget ennek Godisa vasútállomása kínálja, a központtól alig 2 kilométerre.

## Története
Oroszló nevét 1402-ben említették először az oklevelek Zorozlow alakban írva, később Zoroslo és Zorozlo írásmóddal. A település első ismert birtokosa a Treutel család, Treutel Miklós volt, aki azonban 1422-ben fiú  örökös nélkül hunyt el. 1427-1428-ban Oroszlót a többi Treutel birtokkal együtt lévai Lévai Cseh Péter kapta új adomány címén Zsigmond királytól. A birtok később a guti Ország családé lett, övék volt egészen a 16. század közepéig. A 18. századtól a Petrovszky és a Hrakovszky családok birtoka volt.
A 20. század elején Oroszló Baranya vármegye Szentlőrinci járásához tartozott.
Az 1910-ben végzett összeíráskor a településnek 464 lakosa volt, ebből 246 magyar, 218 német, melyből 445 római katolikus, 7 evangélikus, 11 izraelita volt.
A 2001. évi népszámlálási adatok szerint Oroszlónak 334 lakosa volt, 2008-ban pedig 328 fő lakott a településen.

## Közélete

### Polgármesterei
- 1990–1994: Pozsgai Tibor (független)[3]
- 1994–1998: Pozsgai Tibor (független)[4]
- 1998–2002: Pozsgai Tibor (független)[5]
- 2002–2006: Szabó József (független)[6]
- 2006–2010: Szabó József (független)[7]
- 2010–2014: Kázmér Miklósné (független)[8]
- 2014–2019: Molnár Gábor (független)[9]
- 2019–2024: Molnár Gábor (független)[10]
- 2024– : Molnár Gábor (független)[1]

## Népesség
A település népességének változása:
| Lakosok száma | 308  | 300  | 269  | 274  | 255  | 287  | 293  | 286  |
|               | 2013 | 2014 | 2015 | 2019 | 2021 | 2022 | 2023 | 2024 |

A 2011-es népszámlálás során a lakosok 96,2%-a magyarnak, 2,7% cigánynak, 0,3% görögnek, 3,1% németnek mondta magát (3,4% nem nyilatkozott; a kettős identitások miatt a végösszeg nagyobb lehet 100%-nál). A vallási megoszlás a következő volt: római katolikus 53,6%, református 5,8%, evangélikus 1,7%, felekezeten kívüli 17,2% (21,6% nem nyilatkozott).
2022-ben a lakosság 92%-a vallotta magát magyarnak, 7% cigánynak, 5,2% németnek, 0,3% horvátnak, 1% egyéb, nem hazai nemzetiségűnek (7,7% nem nyilatkozott; a kettős identitások miatt a végösszeg nagyobb lehet 100%-nál). Vallásuk szerint 41,58% volt római katolikus, 2,8% református, 0,3% evangélikus, 16% felekezeten kívüli (39,4% nem válaszolt).

## Nevezetességei
- Római katolikus temploma.
- Temetőkápolnája, melynek szentélye középkori eredetű.